# Periboeum bolivianum
Espèce
Periboeum bolivianum est une espèce de coléoptères de la famille des Cerambycidae.

## Systématique
L'espèce Periboeum bolivianum a été décrite en 1975 par les entomologistes brésiliens Ubirajara Ribeiro Martins (d) (1932-2015) et Miguel Angel Monné (d),.

## Publication originale
- (pt) U.R. Martins et M.A. Monné, « Longicórnios da coleção Hüdepohl (Coleoptera, Cerambycidae) », Papéis Avulsos de Zoologia, São Paulo, vol. 28, no 16,‎ 30 janvier 1975, p. 269-293 (ISSN 0031-1049).